# Židovská pomocná policie

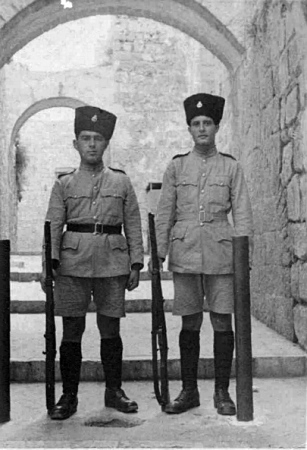
Členové Židovské pomocné policie

Židovská pomocná policie (anglicky: Jewish Supernumerary Police či Jewish Auxiliary Police, hebrejsky: Šotrim musafim) byla složka Notrim („Stráží“) zřízená v červnu 1936 britskou správou mandátní Palestiny. Celkem bylo jmenováno, vyzbrojeno a vybaveno 22 tisíc stráží s cílem bránit židovské osady před arabskými útoky. Tato síla „se brzy stala právní zástěrkou pro Haganu a značně efektivní obranou proti arabským výpadům.“
Britská správa postupně rozšířila řady pomocné policie z 6 na 14 tisíc příslušníků. Vycvičené osoby se staly jádrem Hagany, která se sama později po vzniku Izraele stala hlavní součástí Izraelských obranných sil.
Další složkou Notrim byla elitní mobilní jednotka známá jako Židovská osadnická policie.